# 5-й армійський корпус (Російська імперія)
5-й армійський корпус (рос. 5-й армейский корпус) — загальновійськове оперативне з'єднання (армійський корпус) Російської імператорської армії.

## Історія
У 1874 році рішення Особливої наради з посилення бойової готовності польових військ російської армії, були створені армійські корпуси. V армійський корпус був сформований 19 лютого 1877 року у складі управління, 7-ї, 8-ї піхотних дивізій та 5-ї кавалерійської дивізії. Корпус брав участь в Російсько-турецькій війні 1877-1878 років.
До 5 серпня 1914 року корпус у складі 5-ї армії перебував у складі Південно-Західного фронту. Брав пктивну участь в Першій світовій війні, зокрема, у Віленській операції в серпні - вересні 1915 року.
Корпус відзначився у Нарочанській операції 1916 року.
У січні — лютому 1917 року в 5-му корпусі була сформована 151-ша дивізія четвертої черги. До складу нової 151-ї піхотної дивізії входили наступні полки: 601-й Ландваровський, 602-й Лащовський, 603-й Нарочський, 604-й Віслінський полки. Всі полки цієї дивізії отримували назви у пам'ять місць, відзначених доблестю цього корпусу. В січні 1917 року дивізія займала оборону від р. Липа до с. Мерва. У цей час 5-й армійський корпус входив до складу Особливої армії Західного фронту.
18 квітня 1917 року корпус увійшов до складу 11-ї армії Південно-Західного фронту.

## Структура

### До 1 січня 1889 року
- управління;
- 7-ма піхотна дивізія[ru][2];
- 10-та піхотна дивізія[ru][2];
- 5-та кавалерійська дивізія[2].

### На 1890 рік
- управління;
- дві піхотні дивізії;
- одна кавалерійська дивізія[3].

### До 1 червня 1909 року
- управління;
- 7-ма піхотна дивізія[2];
- 10-та піхотна дивізія[2];
- 5-та кавалерійська дивізія[2];
- 14-та кавалерійська дивізія[2].

### На 18 липня 1914 року
До початку війни входив до Московської військової округи. Склад на 18.07.1914:
- 7-ма піхотна дивізія[ru]
  - 1-ша бригада
    - 25-й піхотний Смоленський полк[ru]
    - 26-й піхотний Могилівський полк[ru]

  - 2-га бригада
    - 27-й піхотний Вітебський полк
    - 28-й піхотний Полоцький полк[ru]

  - 7-ма артилерійська бригада
- 10-та піхотна дивізія[ru]
  - 1-ша бригада
    - 37-й піхотний Єкатеринбурзький полк[ru]
    - 38-й піхотний Тобольський полк[ru]

  - 2-га бригада
    - 39-й піхотний Томський полк[ru]
    - 40-й піхотний Коливанський полк[ru]

  - 10-та артилерійська бригада
- 3-тя окрема кавалерійська бригада[ru]
  - 16-й уланський Новоархангельський полк[ru]
  - 17-й уланський Новомиргородський полк
- 5-й мортирно-артилерійський дивізіон
- 23-й саперний батальйон

## Командування корпусу

### Командувачі корпусу
- 19.02.1877 — 04.03.1877 — генерал-лейтенант барон Меллер-Закомельський Микола Іванович
- 04.03.1877 — 07.09.1878 — генерал-лейтенант Раль Василь Федорович[ru]
- 07.09.1878 — 14.03.1881 — генерал від інфантерії Радецький Федір Федорович
- 21.03.1881 — 18.07.1887 — генерал-лейтенант граф Мусін-Пушкін Олександр Іванович[ru]
- 18.07.1887 — 09.04.1889 — генерал-лейтенант Дандевіль Віктор Дезидерович[ru]
- 09.04.1889 — 30.11.1892 — генерал-лейтенант (с 30.08.1891 генерал від артилерії) Свистунов Олександр Павлович[ru]
- 07.12.1892 — 06.04.1895[7] — генерал-лейтенант Тимрот Карл Олександрович[ru]
- 18.04.1895[8] — 01.02.1896 — генерал-лейтенант Тутолмін Іван Федорович[ru]
- 27.02.1896 — 23.01.1901 — генерал-лейтенант (с 06.12.1898 генерал від кавалерії) Бодіско Костянтин Костянтинович[ru]
- 19.03.1901 — 05.06.1902 — генерал-лейтенант Боголюбов Андрій Андрійович[ru]
- 27.06.1902 — 14.08.1906[9] — генерал-лейтенант (с 02.04.1906 генерал від кавалерії) Вонлярлярський Микола Михайлович[ru]
- 28.08.1906[10] — 17.10.1906 — генерал-лейтенант барон Меллер-Закомельський Олександр Миколайович[ru]
- 02.11.1906 — 30.04.1910 — генерал-лейтенант (с 06.12.1907 генерал від кавалерії) Шутлеворт Микола Васильович[ru]
- 30.04.1910 — 07.03.1911 — генерал-лейтенант (с 06.12.1910 генерал від інфантерії) Міхневич Микола Петрович[ru]
- 09.03.1911 — 05.12.1914 — генерал-лейтенант (с 06.12.1911 генерал від кавалерії) Литвинов Олександр Іванович[ru]
- 06.12.1914 — 02.04.1917 — генерал-лейтенант (с 27.01.1916 генерал від інфантерії) Балуєв Петро Семенович
- 03.04.1917 — 10.12.1917 — генерал-лейтенант Мілеант Гаврило Георгійович[ru]

### Начальники штабу корпусу
- 24.02.1877 — 31.10.1877 — полковник Шафгаузен-Шенберг-Ек-Шауфус Дмитро Миколайович[ru]
- хх.хх.1878 — 19.12.1884 — генерал-майор Еллерс Едуард Гаврилович[ru]
- 23.01.1885 — 14.10.1890 — генерал-майор Мейєр Лев Лаврентійович
- 28.01.1891 — 23.10.1897 — генерал-майор Шестаков Володимир Олександрович
- 12.11.1897 — 30.06.1899 — генерал-майор Сахаров Володимир Вікторович[ru]
- 26.07.1899 — 29.09.1903 — генерал-майор Закржевський Микола Йосипович[ru]
- 11.10.1903 — 28.10.1904 — генерал-майор Еверт Олексій Єрмолайович
- 03.11.1904 — 01.05.1910 — генерал-майор Любомиров Павло Петрович
- 05.05.1910 — 22.12.1914 — генерал-майор Бенескул Володимир Онуфрійович[ru]
- хх.12.1914 — 11.10.1915 — генерал-майор Лівенцев Микола Денисович[ru]
- 11.10.1915 — 29.05.1916 — генерал-майор Вальтер Річард-Кирило Францевич[ru]
- 31.08.1916 — 17.01.1917 — генерал-майор Дмитрієвський Петро Іванович
- 17.01.1917 — 05.05.1917 — генерал-майор Романов Володимир Романович
- 19.06.1917 — хх.хх.1917 — генерал-майор Левитський В'ячеслав Іванович
- хх.хх.1917 — раніше вересня 1917 — генерал-майор Буров Петро Микитович[ru]

### Начальники артилерії корпусу
В 1910 році посада начальника артилерії корпусу була замінена посадою інспектора артилерії
Посада начальника/інспектора артилерії корпусу відповідала чину генерал-лейтенанта. Особи, які призначалися на цю посаду в чині генерал-майора, були виконувачем обов'язків і затверджувалися в ній одночасно з піднесенням до генерал-лейтенантів.
- 19.03.1877 — 07.12.1879 — генерал-майор (з 16.04.1878 генерал-лейтенант) Кільхен Сергій Олексійович[ru]
- 07.12.1879 — 27.10.1899 — генерал-майор (з 23.11.1884 генерал-лейтенант) Сидоров, Николай Петрович
- 05.12.1899 — 17.12.1905 — генерал-майор (з 01.01.1901 генерал-лейтенант) Стогов, Евграф Евграфович
- 01.03.1906 — 27.01.1907 — генерал-майор (з 06.12.1906 генерал-лейтенант) Волковицкий, Владимир Ильдефонсович
- 27.01.1907 — 04.11.1907 — генерал-майор (з 30.07.1907 генерал-лейтенант) Осипов, Пётр Васильевич
- 21.11.1907 — 25.07.1910 — генерал-майор (з 06.12.1907 генерал-лейтенант) Мінгін Йосип Феліксович[ru]
- 25.07.1910 — 02.11.1912 — генерал-майор Петунін Олександр Якович
- 02.11.1912 — 21.02.1915 — генерал-майор (з 14.04.1913 генерал-лейтенант) Єпанешников Іван Миколайович[ru]
- 21.02.1915 — 29.04.1917 — генерал-майор (з 06.12.1915 генерал-лейтенант) Горбачевич, Александр Евстафьевич
- 29.04.1917 — хх.хх.19хх — генерал-майор Скерський Леонард Генріхович